# Гай Лелій
Гай Лелій (*Gaius Laelius, 235 до н. е. —160 до н. е.) — політичний та військовий діяч Римської республіки, претор 196 до н. е., консул 190 до н. е.

## Життєпис
Походив з роду нобілів Леліїв. Політичну та військову кар'єру розпочав під час Другої Пунічної війни. У 210 році до н. е. брав участь в іспанському поході у війську Публія Корнелія Сципіона. Виявив хоробрість у боях з карфагенянами на чолі із Гасдрубалом та Магон Браками. У 209 році до н. е. звитяжив при захоплені Нового Карфагену (сучасна Картахена). У 208 році до н. е. відзначився у битві при Бекулі, у 207 році до н. е. сприяв перемозі у битві при Іліпі. У 206 році до н. е. на чолі флоту розбив карфагенян на чолі з Адгербалом при Картеї (південь Піренейського півострова).
У 205 році до н. е. висадився в Африці, сплюндрувавши значні території Карфагенської держави навколо м. Гіппон-Регій. На зворотньому шляху зустрівся з Масаніссою, нумідійським царем, з яким домовився про спільні дії. По поверненню до Симцилії доповів Сципіонові про можливість повноцінної висадці в Африці.
У 204 році до н. е. проявив себе у битві при Утіки. У 203 році до н. е. разом з Масаніссою завдав поразки Сіфаксу, царю Нумідії, захопивши столицю останнього Цирту. Звитяжно бився у битві при Замі. Після завершення Другої пунічної війни при підтримці Сципіона зробив гарну політичну кар'єру. У 202 році до н. е. стає квестором. У 197 році до н. е. обирається плебейським еділом. У 196 році до н. е. стає претором. Як провінцію отримує Сицилію.
У 190 році до н. е. обирається консулом (разом з Луцієм Корнелієм Сципіоном). Як провінцію отримує Цізальпійську Галлію. Під час своєї каденції займається зміцненням римської влади в цих землях, розбудовою м. Кремона та Плаценція.
У 174 році до н. е. здіійснив дипломатичну поїздку до Персея, царя Македонії. У 170 році до н. е. вів перемовини щодо миру з альпійськими галлами. Після повернення до Риму засідав у сенаті, а також консультував Полібія в історичних питаннях. Помер у 160 році до н. е.

## Родина
- Гай Лелій Сапіенс, консул 140 року до н. е.